# Pleurobranchus niveus
Pleurobranchus niveus is een slakkensoort uit de familie van de Pleurobranchidae. De wetenschappelijke naam van de soort is voor het eerst geldig gepubliceerd in 1901 door A. E. Verrill.